# Gianlorenzo Blengini
Gianlorenzo Blengini (ur. 29 grudnia 1971 w Turynie) – włoski trener siatkarski. Od 2015 roku do 2021 był trenerem męskiej reprezentacji Włoch. Od 2023 jest selekcjonerem męskiej reprezentacji Bułgarii.
Karierę trenerską rozpoczynał jako asystent Mauro Berruto (2000-2003 oraz 2008-2009) i Julio Velasco (2003-2008). Później, w latach 2009-2011, był pierwszym trenerem zespołu Lupi Santa Croce występującego we włoskiej Serie A2. Od 2011 roku prowadził drużyny grające w Serie A1.
W grudniu 2014 został asystentem Mauro Berruto w reprezentacji Włoch. W maju 2015 objął funkcję I trenera zespołu Cucine Lube Civitanova. 1 sierpnia 2015 roku zastąpił Mauro Berruto na stanowisku I trenera reprezentacji Włoch. Do 2017 łączył funkcje selekcjonera włoskiej kadry i trenera Cucine Lube Civitanova.

## Sukcesy trenerskie

### klubowe
Liga Mistrzów:
- 2016, 2017

Puchar Włoch:
- 2017

Mistrzostwo Włoch:
- 2017, 2021, 2022[4]
- 2023[5]

Klubowe Mistrzostwa Świata:
- 2021

### reprezentacyjne
Puchar Świata:
- 2015

Mistrzostwa Europy:
- 2015

Igrzyska Olimpijskie:
- 2016

Puchar Wielkich Mistrzów:
- 2017